# Lucas Ferreiro
Lucas Sebastián Ferreiro (10 de abril de 1979, Buenos Aires, Argentina) es un futbolista argentino. Juega de delantero y su club actual es El Porvenir (San Clemente).

## Trayectoria
Surgido de las divisiones inferiores de Club Atlético Atlanta. Debutó en primera con ese mismo club el 13 de marzo de 1999, contra Deportivo Español (2-1) en el Nacional B. Integró el plantel bohemio en seis ciclos diferentes. En su primera etapa, sufrió el descenso a la Primera B. Lucas era una promesa del club y en la tercera categoría se convirtió en uno de los jugadores más importantes del equipo. 
Se fue en 2001 para pasar por Deportes Quindío de Colombia y regresó a Atlanta para la temporada 2002/2003. Por su ímpetu, su garra y su juego, se convirtió en el símbolo y la principal figura del equipo dirigido por Salvador Pasini que en ese torneo logró salvarse milagrosamente del descenso, tras comenzar con un promedio muy bajo. Ferreiro fue protagonista de una curiosa situación en ese campeonato, cuando debió esperar 24 días para ejecutar un penal frente a Cambaceres, ya que el partido se suspendió por incidentes de la parcialidad local tras haberse sancionado el penal. Ferreiro lo convirtió y el triunfo fue fundamental. Además, Lucas Ferreiro anotó el gol, de cabeza, en el 1-0 de Atlanta sobre Tigre en la última fecha, que le permitió al Bohemio salvarse del descenso directo. En ese mismo torneo obtuvo el particular récord de haber sido mordido por dos perros policía en distintos partidos, al momento de ejecutar dos tiros de esquina.
Sus buenas actuaciones ese año lo llevaron a Racing Club y de esta manera pudo jugar en Primera A. Sin embargo, tuvo pocas oportunidades en el club de Avellaneda. Tuvo un regreso fugaz a Atlanta para disputar el Apertura 2004 en la Primera B, pero no cumplió con las expectativas. Entonces pasó por varios clubes, en su mayoría del Ascenso argentino: Club Olimpia de Paraguay, Club Atlético Tigre (B Nacional), Club Atlético Temperley (Primera B, dirigido por Salvador Pasini nuevamente) y Sportivo Italiano (Primera B). 
Volvió al club de sus amores, Atlanta, en el año 2007, para disputar la temporada 2007/2008, en un proyecto futbolístico prometedor, en el que se encontraba al mando nuevamente a Salvador Pasini. Los hinchas pudieron disfrutar de la mejor faceta de Lucas Ferreiro, que se destacó por su sacrificio físico, su potencia, su capacidad de juego y su gran corazón para defender la camiseta bajo la conducción técnica de Rubén Agüero, yéndose de Atlanta al finalizar la temporada 2008/2009 por problemas con la dirigencia. Tuvo un paso fugaz por Tristán Suárez, equipo de la B Metropolitana argentina, para luego regresar al equipo de sus amores, Atlanta, para disputar la temporada 2010/2011, campeonato en el que el bohemio salió campeón, aunque Ferreiro tuvo muy pocas chances en el equipo titular. 
Para la temporada siguiente (2011/2012), Ferreiro abandona Atlanta y pasa al club de Primera B Flandria, bajo las órdenes de Sergio Rondina (excompañeros en Atlanta). En esta ocasión, Lucas vuelve a demostrar nuevamente todo su fútbol, teniendo un paso aceptable por el club de Jáuregui. 
Al año siguiente, tras haber sido contratado Sergio Rondina como director técnico de Atlanta, Ferreiro vuelve al club de sus amores, comenzando así su sexta etapa en el club de Villa Crespo.
Tras perder la posibilidad del ascenso al caer con el Club Atlético Almagro por la semifinal del reducido de la B metropolitana, Ferreiro regresa a Flandria donde jugaría 6 meses y pasaría a jugar en Villa Dalmine, nuevamente bajo la conducción técnica de Sergio Rondina. 
Para el año 2015 deja Villa Dalmine para jugar en Talleres (RdE) de la Primera C.
En 2017 se incorporó a El Porvenir (San Clemente).

## Clubes
| Club                       | País      | Año         |
| -------------------------- | --------- | ----------- |
| Atlanta                    | Argentina | 1998 - 2001 |
| Deportes Quindío           | Colombia  | 2001        |
| Atlanta                    | Argentina | 2002 - 2003 |
| Racing Club                | Argentina | 2003 - 2004 |
| Atlanta                    | Argentina | 2004        |
| Tigre                      | Argentina | 2005        |
| Olimpia                    | Paraguay  | 2005        |
| Temperley                  | Argentina | 2006        |
| Sportivo Italiano          | Argentina | 2006 - 2007 |
| Atlanta                    | Argentina | 2007 - 2009 |
| Tristán Suárez             | Argentina | 2009 - 2010 |
| Atlanta                    | Argentina | 2010-2011   |
| Flandria                   | Argentina | 2011-2012   |
| Atlanta                    | Argentina | 2012-2013   |
| Flandria                   | Argentina | 2013-2014   |
| Villa Dálmine              | Argentina | 2014        |
| Almirante Brown            | Argentina | 2014        |
| Talleres (RdE)             | Argentina | 2015-2016   |
| El Porvenir (San Clemente) | Argentina | 2017-?      |

- Datos: Q5981869